# Strafbank

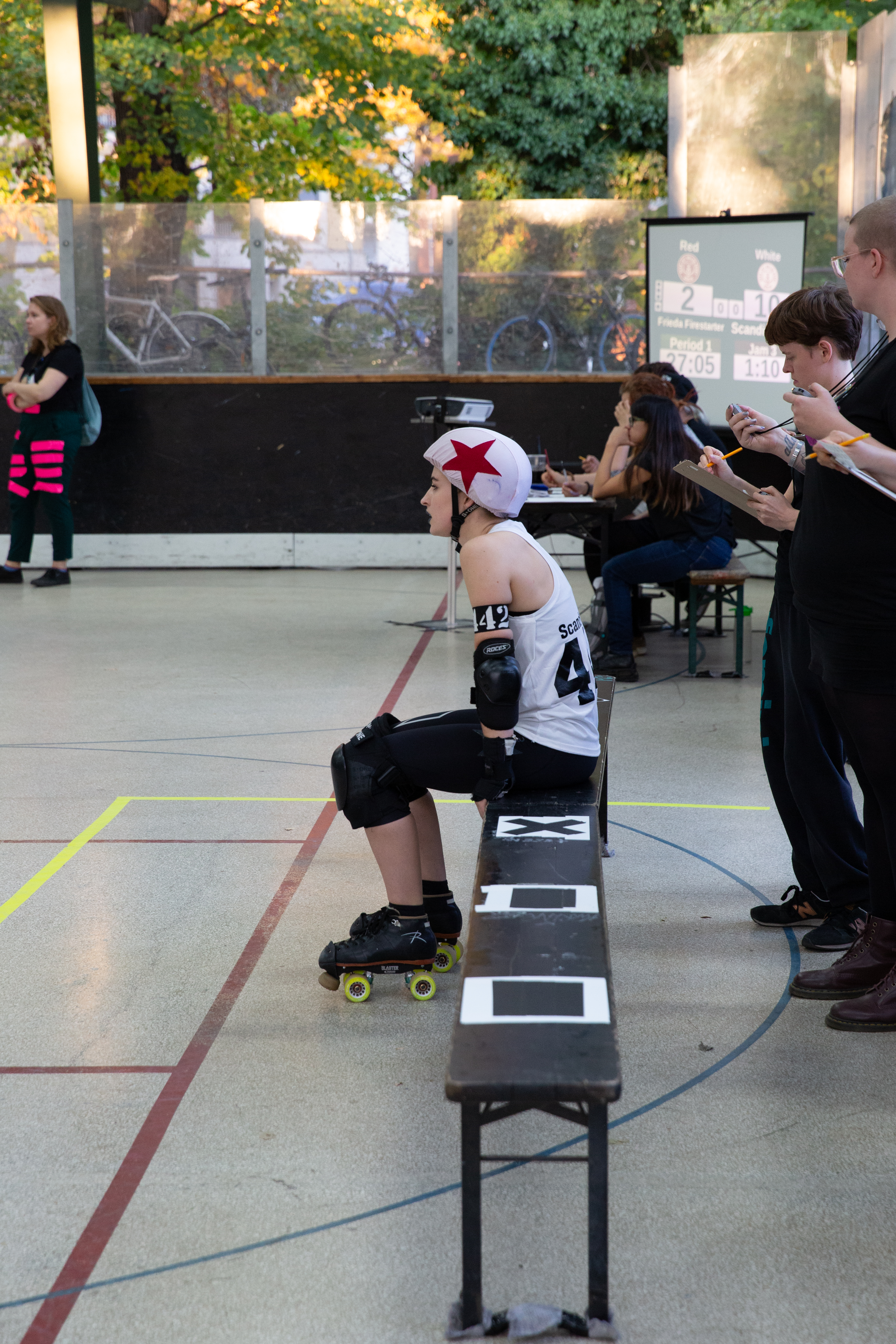
Spielerin im Rollerderby sitzt eine Zeitstrafe auf der Bank ab

Die Strafbank ist ein Begriff, der im Sport verwendet wird.
Im Eis- und Unihockey ist damit die Bank gemeint, auf die sich ein Spieler setzen muss, wenn er im Spiel vom Schiedsrichter eine Zeitstrafe, i. d. R. eine Zwei-Minuten-Strafe, aufgrund eines regelwidrigen Verhaltens auf dem Spielfeld bekommt.
Die Strafbank liegt normalerweise gegenüber der Spielerbank, damit der Trainer dem bestraften Spieler keine taktischen Anweisungen geben kann – in älteren Stadien kann sie sich auch zwischen den Spielerbänken befinden.

Die Strafbank ist unterteilt in zwei Teile: Die eine Hälfte ist für die Spieler der Heim-, die andere Hälfte für die Spieler der Gästemannschaft „reserviert“, wobei die Zuordnung – wie bei der Spielerbank – vor Beginn erfolgt und während des Spiels nicht geändert wird.

In älteren Stadien kann die Strafbank noch aus einer einzigen Holzbank bestehen, während sie in den meisten Stadien heute aus zwei getrennten Bänken besteht.
Zwischen den beiden getrennten Bänken befindet sich normalerweise das Spielgericht mit der Zeitnahme und dem Stadionsprecher.
Im Ringen beschreibt dieser Begriff eine Position, die einer der beiden Kämpfer bei Regelverstoß auf Anweisung des Kampfrichters einnehmen muss. Dabei geht der Kämpfer auf die Knie, Rumpf waagerecht und die Arme stützen in der Matte den Oberkörper.
Der Gegner kniet hinter dem Gesäß des Kämpfers in der Strafbank und muss beide Hände auf dessen Rücken auflegen.
Bei Pfiff des Kampfrichters darf er diese Vorteilssituation nutzen, um blitzschnell unter der Hüfte oder dem Rumpf des Kämpfers, welcher in die Strafbank musste, hindurch zu fassen und eine Technik anzusetzen.